# Брадет (Прахова)
Брадет (рум. Brădet) насеље је у Румунији у округу Прахова у општини Старкиожд. Oпштина се налази на надморској висини од 568 m.

## Становништво
Према подацима из 2002. године у насељу је живело 117 становника, од којих су сви румунске националности.